# Pellaea bridgesii
Pellaea bridgesii là một loài dương xỉ trong họ Pteridaceae. Loài này được Hook. mô tả khoa học đầu tiên năm 1858.

## Hình ảnh

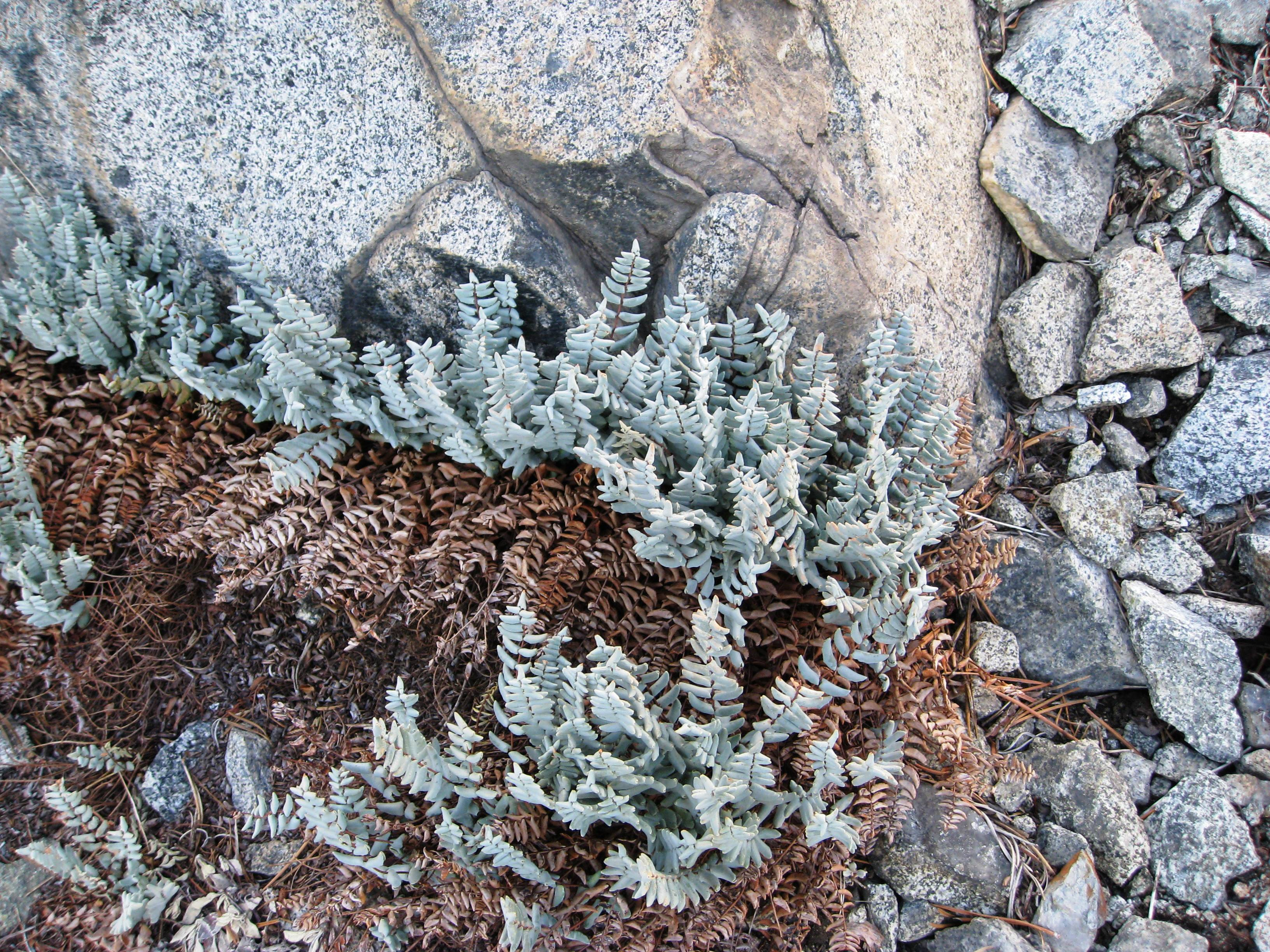
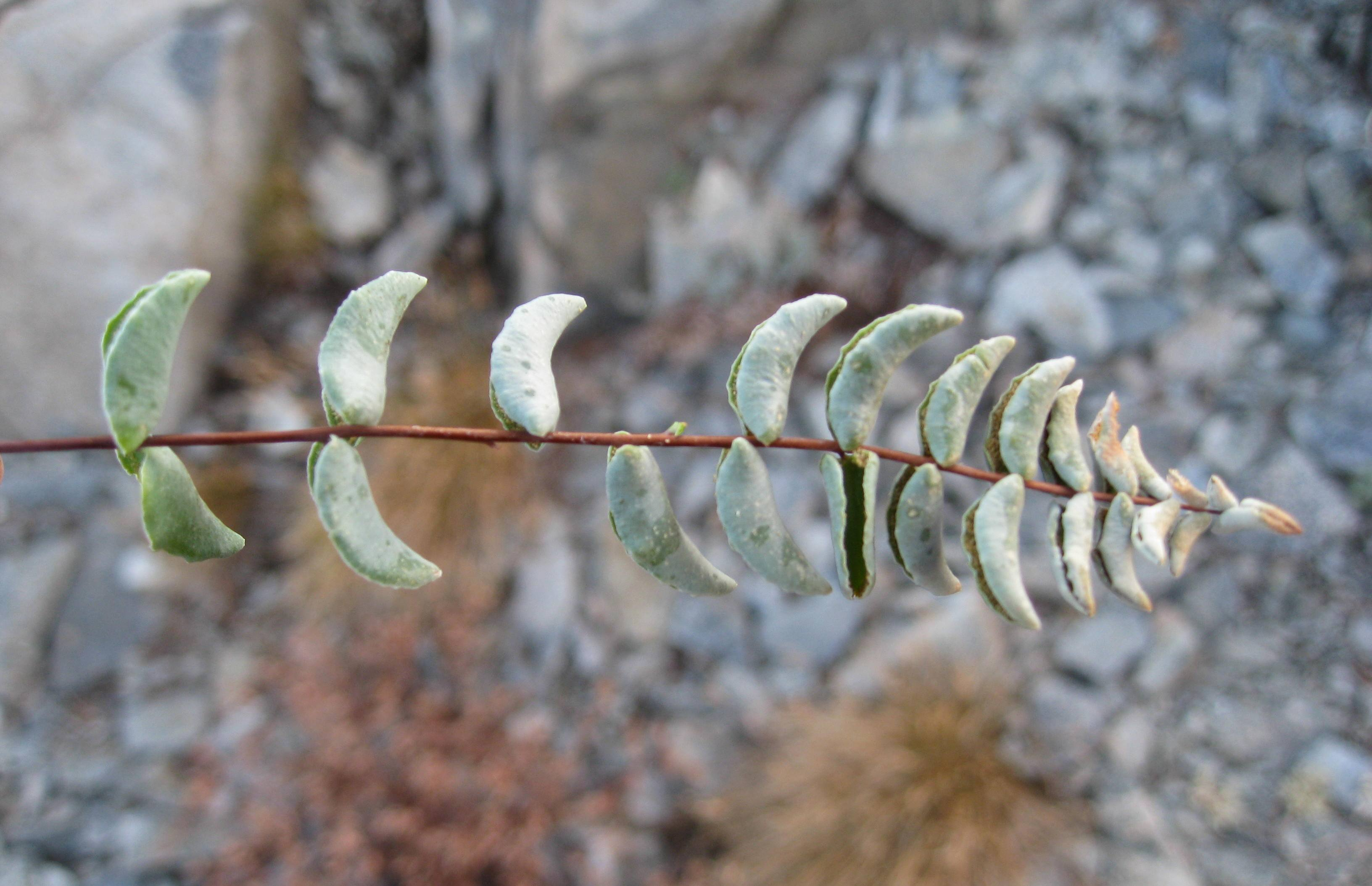